# 奧力士變色龍
奧力士變色龍 (Furcifer oustaleti)，或稱巨無霸變色龍、面具變色龍、頭盔變色龍，分布於馬達加斯加全境。它們也被引入至肯尼亞內羅畢郡附近（儘管其目前狀況尚不清楚），以及美國迈阿密-戴德县一個縣。這種變色龍廣泛分布在各種生境中，甚至在村莊內的退化植被中都可見，但在原始森林內相對罕見。

## 分佈與棲息地
奧力士變色龍是馬達加斯加特有的物種，遍佈全島。它們棲息於非常廣泛的生境類型，包括乾燥的落葉林、潮濕的常綠森林、山地稀樹草原、退化的森林、農業區甚至城市環境。雖然牠們較少在森林內部深處被發現，但更多地出現在邊緣地帶。

## 形態特徵
奧力士變色龍的最大總長度（包括尾巴）為68.5公分（27吋），被普遍認為是世界上最大的變色龍物種。雖然有指其他物種如帕爾森氏變色龍和梅勒氏變色龍可能更長，但尚未得到證實。
奧力士變色龍相對較為細長，其重量在大型變色龍中被一些較強壯的物種超越，大型成年雄性奧力士變色龍的重量通常為400–500克（14–18盎司），但較輕的體重也很常見，雌性的體重始終較輕。頭部有一個高聳的頭盔，上面有幾個冠，背冠由45個或更多的小三角刺組成，沿著脊柱延伸。
奧力士變色龍的顏色變化極大。雄性通常主要為灰色或棕色，有時帶有紅橙色的腳或下體。雌性則比雄性更為多變，通常更加豐富多彩，底色或斑紋可以是紅色、黃色和綠色，眼瞼有時甚至呈現藍色。

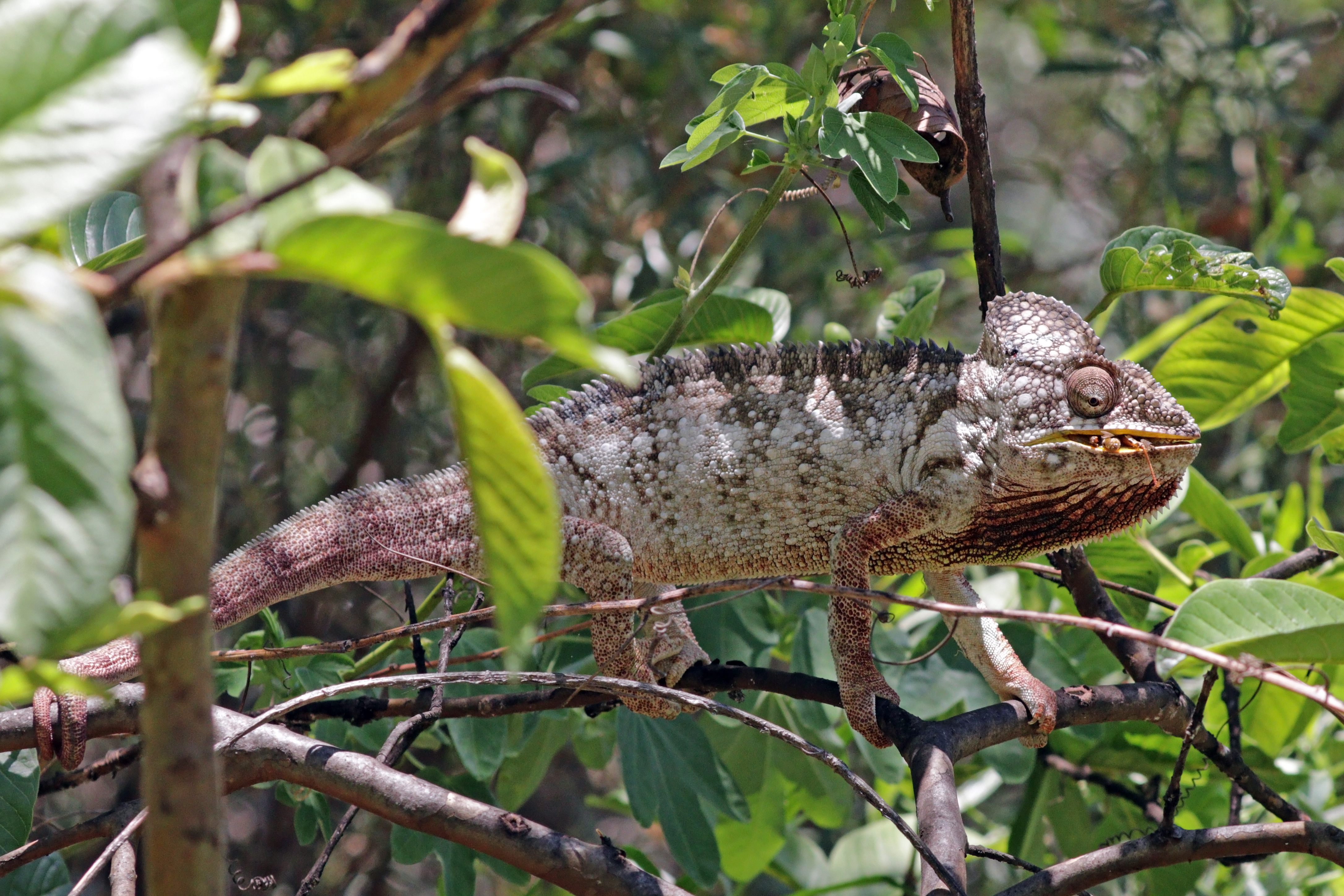
雄性
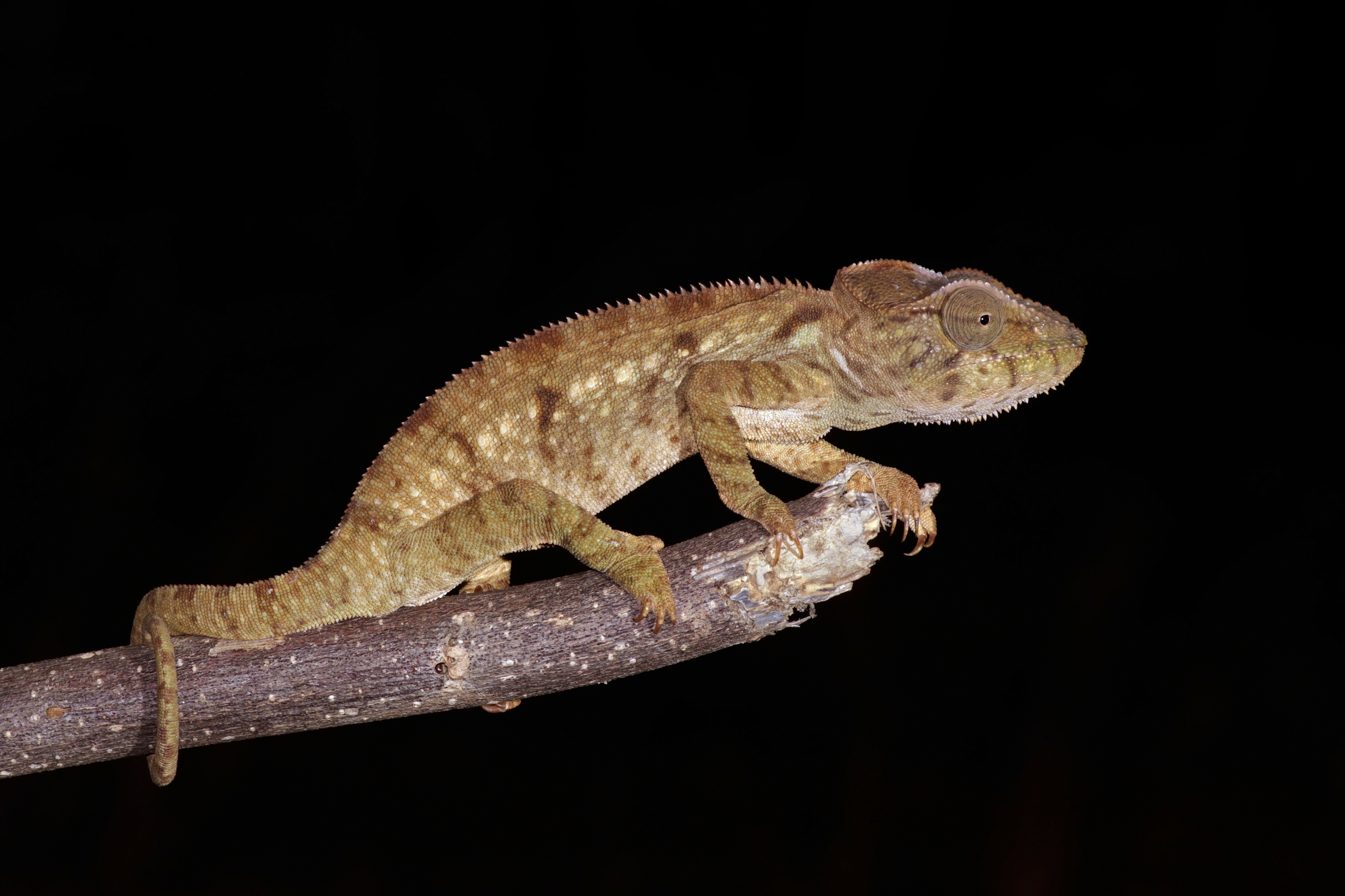
幼年雄性
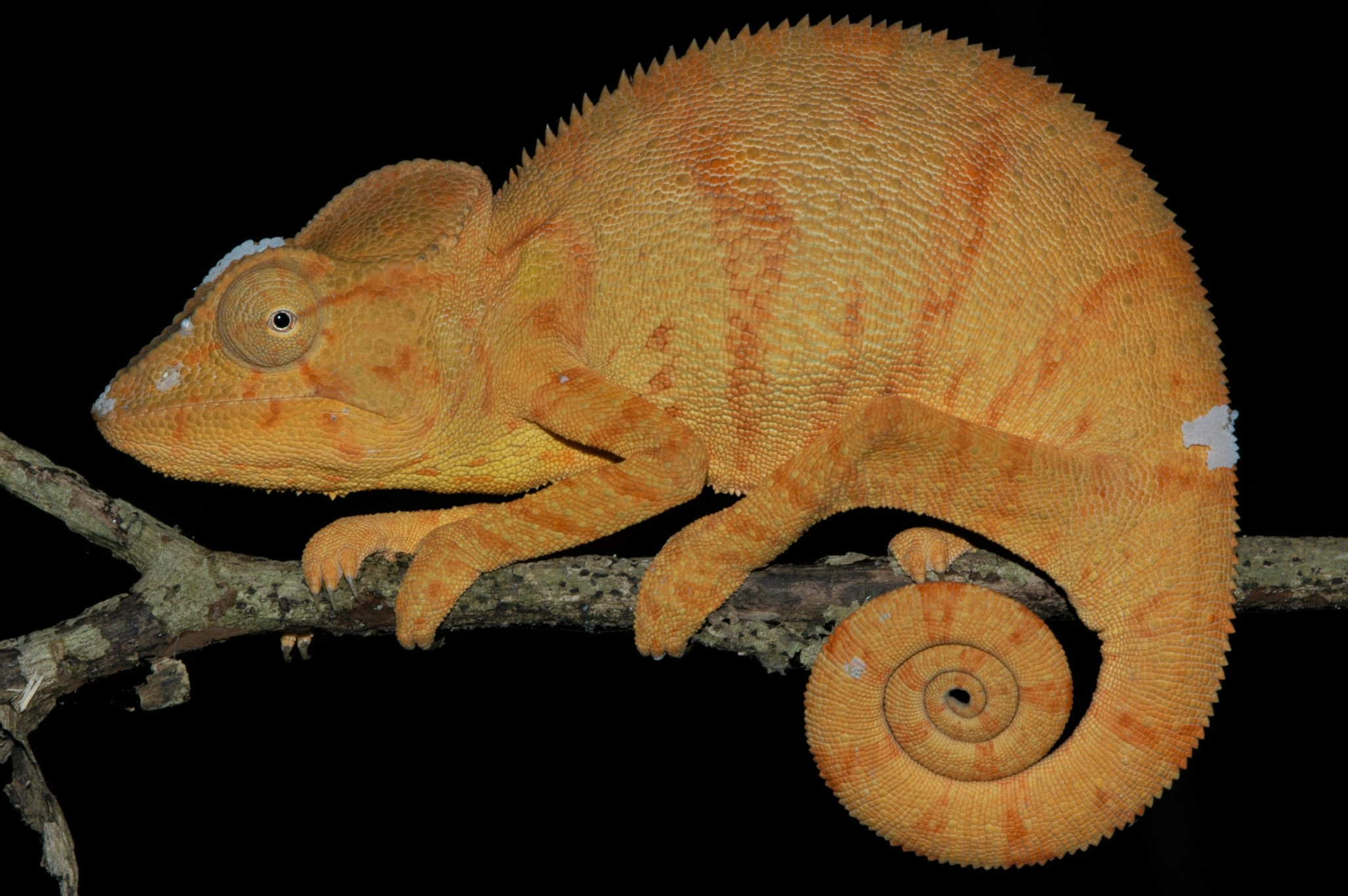
雌性
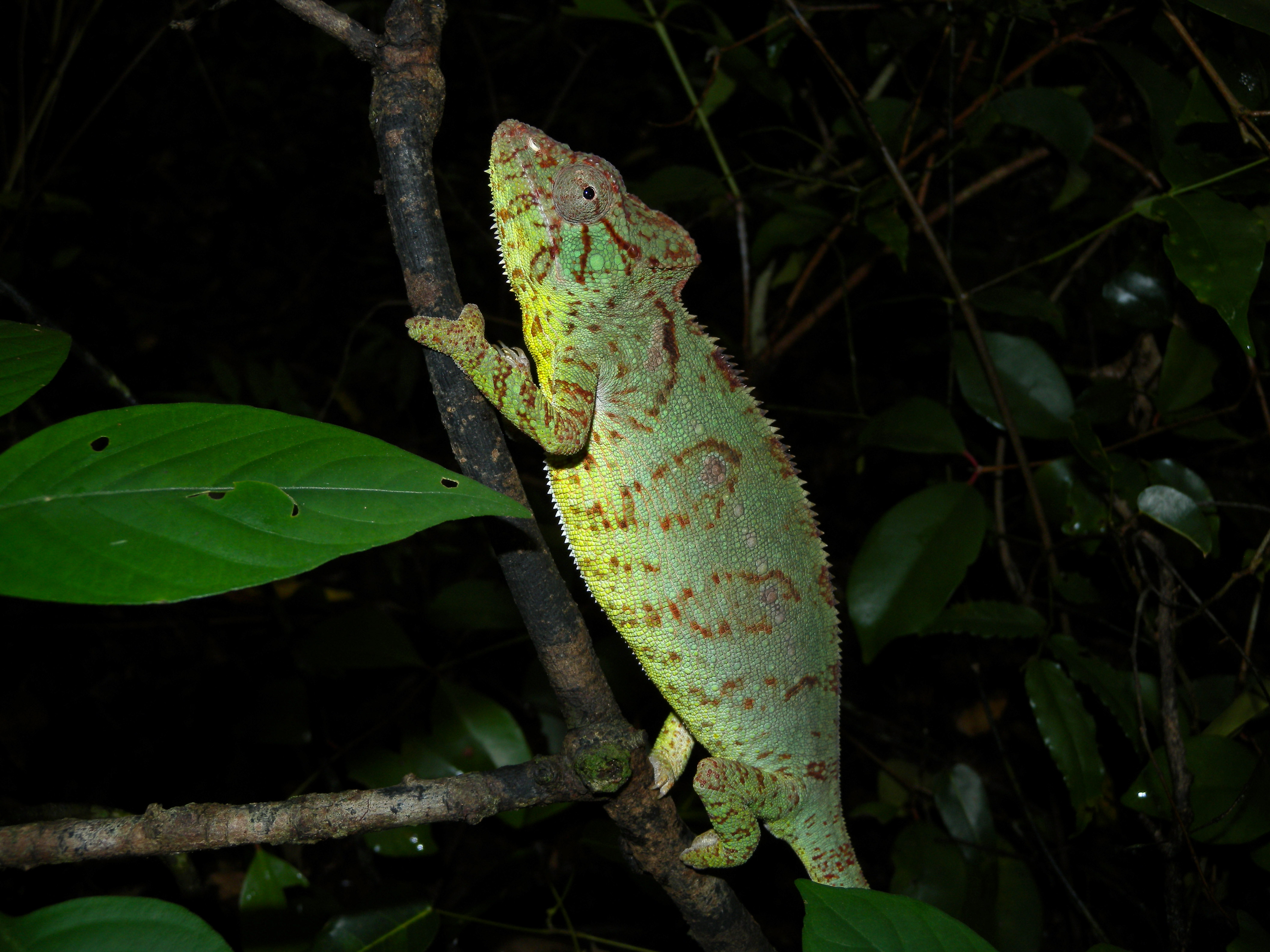
雌性
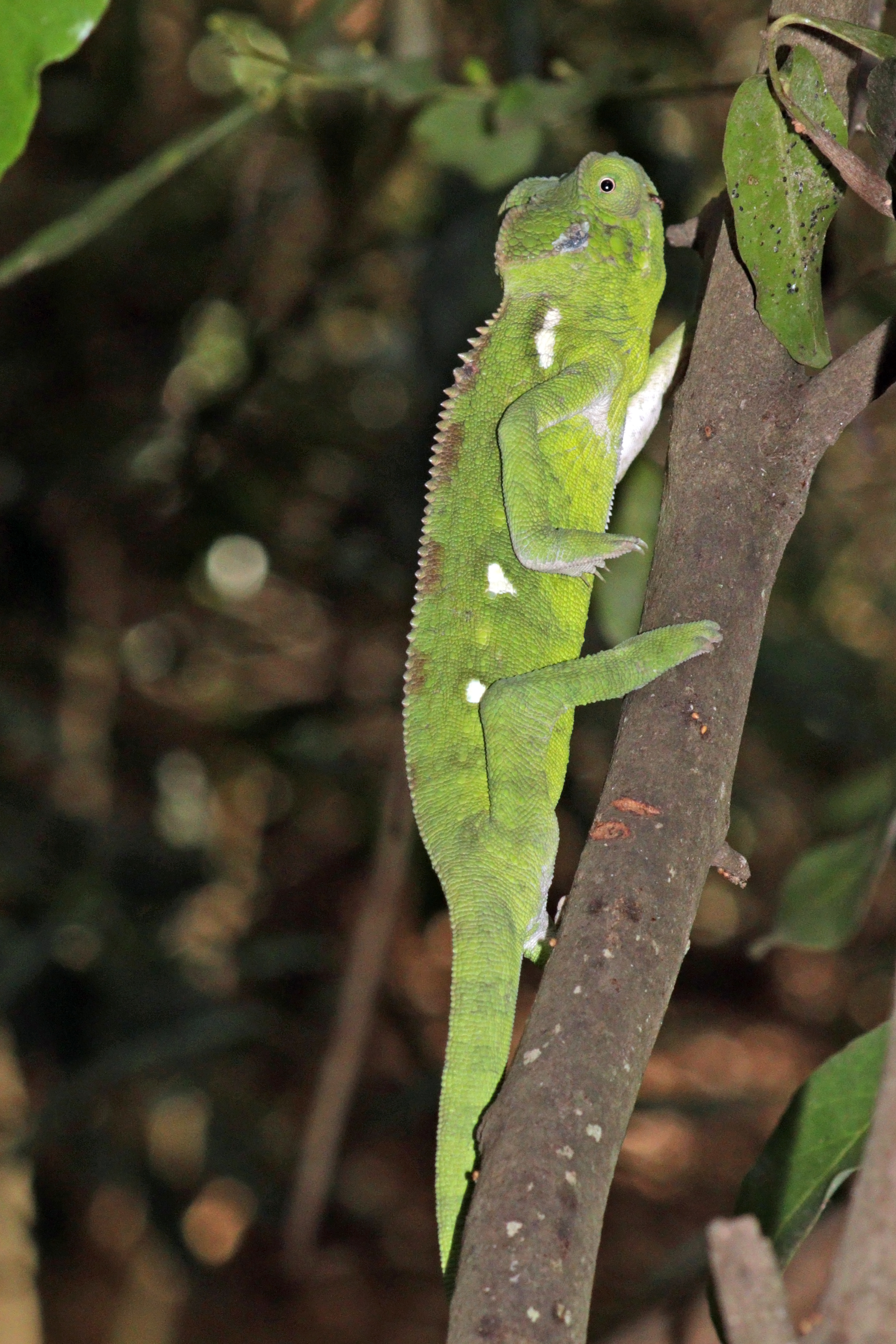
幼年雌性

## 飲食習性
奧力士變色龍的飲食範圍廣泛，包括無脊椎動物如大型昆蟲，以及一些脊椎動物如小鳥和爬行動物。有趣的是，它也是已知以水果為食的幾種變色龍之一。奧力士變色龍的經常被觀察到食用格蘭傑裡亞、弯管花和馬勒斯特魯姆等果實，甚至在雨季仍保持這種飲食習慣，這表明水果的攝取不僅僅是為了獲取水分。
一般情況下，奧力士變色龍使用其長且肌肉發達的舌頭捕捉獵物，而對於水果則是直接用下巴抓住，雖然也有一些例外情況的記錄。在一個不尋常的例子中，有報告稱該物種使用接合趾抓住結有果實的樹枝，然後拉近以供食用。這樣的行為在爬行動物中相當罕見，僅有某些巨蜥物種或以植物為食的變色龍也有類似的食物處理方式

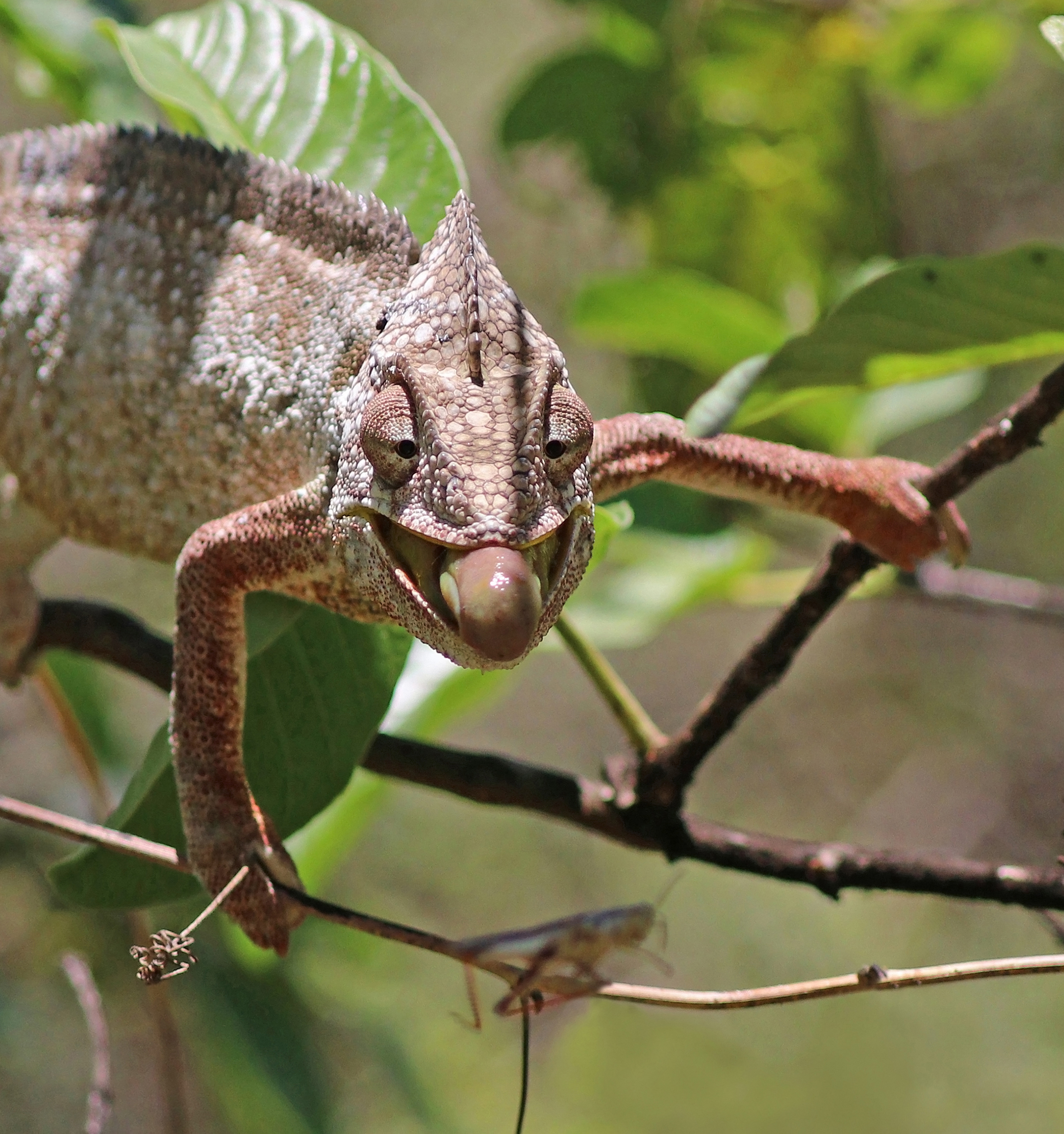
雄性餵養
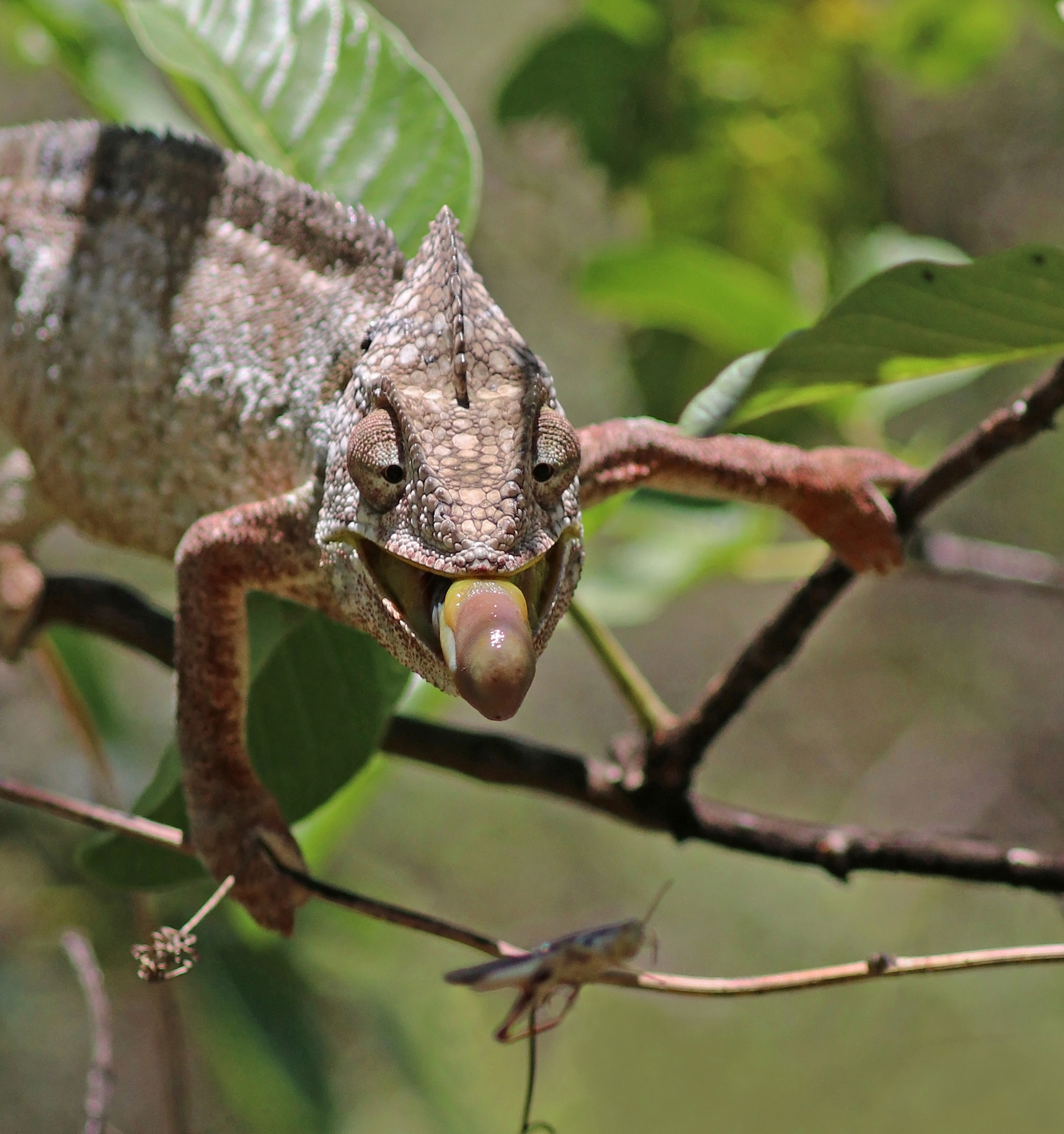
雄性餵養
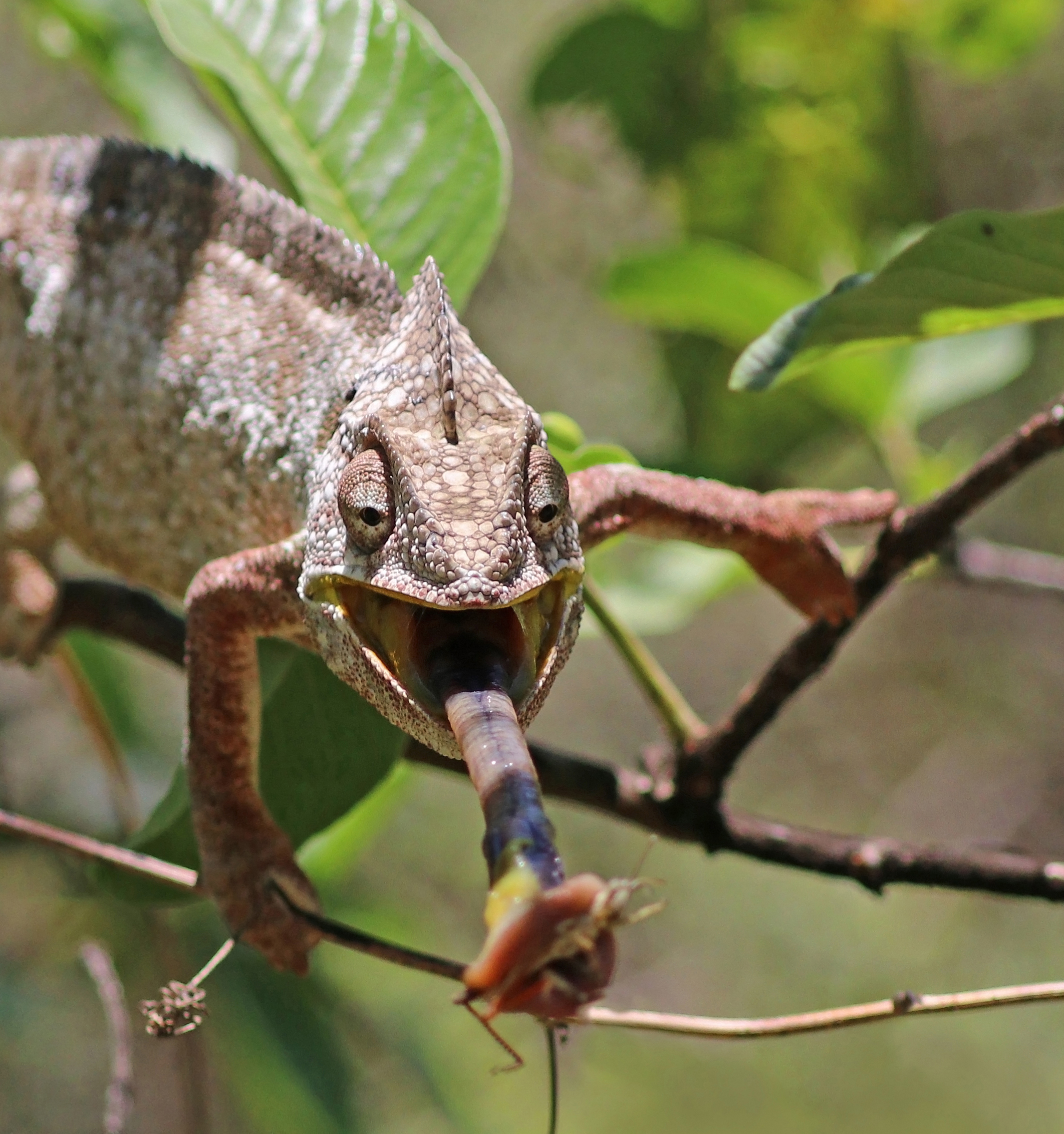
雄性餵養
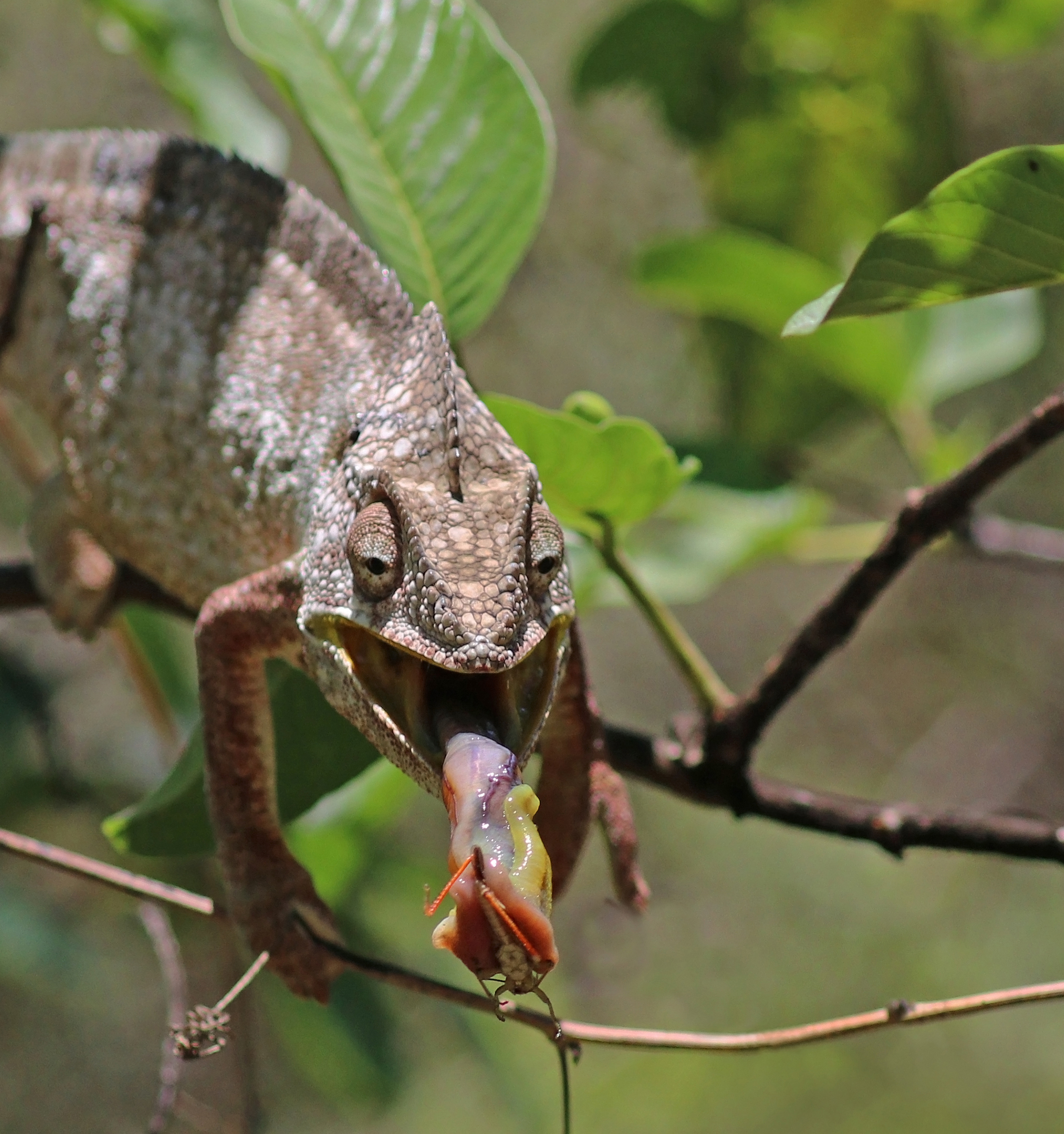
雄性餵養

。

## 分類和命名
奧力士變色龍是馬達加斯加特有的變色龍物種，被認為是唯一同時分布在最乾旱和最潮濕地區的變色龍，而之前被認為具有相似分佈的地毯變色龍則已經被區分為幾個不同的物種。這種地理分佈上的差異導致奧力士變色龍的顏色和大小在不同區域表現出變化，這也引發了一些對於它是否屬於單一物種還是物種复合种的質疑。

## 詞源
奧力士（Furcifer）一詞來自拉丁語詞根「furci」，意指「分叉」，此處指的是動物的腳形狀。
而具體的學名oustaleti則是源自法國生物學家艾米爾·烏斯塔萊的姓氏的拉丁化形式，以表彰他對變色龍學科的貢獻。